# Specs Wright
Charles 'Specs' Wright (Philadelphia, 8 september 1927 - aldaar, 6 februari 1963) was een Amerikaanse jazzdrummer.

## Biografie
Wright speelde tot 1947 in een band van het Amerikaanse leger. Daarna trad hij toe tot de bands van saxofonist Jimmy Heath en trompettist Howard McGhee, voordat hij in 1949 bij de Dizzy Gillespie Big Band kwam. In hetzelfde jaar was hij ook drummer bij de eerste commerciële opnamen van John Coltrane. In 1950 nam hij op met het sextet van Dizzy Gillespie, waartoe ook Coltrane, Jimmy Heath, Percy Heath en Milt Jackson behoorden.
Tijdens de jaren 1950 werkte Wright met muzikanten als saxofonist Earl Bostic, pianist Kenny Drew sr., saxofonist Cannonball Adderley, drummer Art Blakey (Orgy in Rhythm) en zangeres Carmen McRae. In 1958 werkte hij mee aan de lp-serie Monday Night in Birdland van het septet van Hank Mobley. Tegelijkertijd speelde hij ook met saxofonist Sonny Rollins en zangeres Betty Carter.
In 1959 was hij korte tijd bij het trio van Red Garland, dat op dat moment opnam met de saxofonist Coleman Hawkins. In 1960 en 1961 begeleidde hij de zanggroep Lambert, Hendricks & Ross.
- Bibliothèque nationale de France: cb13901289h (data)
- Gemeinsame Normdatei: 135301718
- International Standard Name Identifier: 0000 0001 1079 8237
- Library of Congress Control Number: no88003458
- MusicBrainz: f6b452aa-9130-46c0-8e39-a5b91b4bb8f7
- Système universitaire de documentation: 156870169
- Virtual International Authority File: 102397740
- WorldCat: E39PBJgt6qxQcMgC8hmCXqgYfq